# Kirilo Savić
Kirilo Savić (26.(13) januar 1870, Ivanjica - 27. april, Beograd 1957) bio je srpski građevinski inženjer, profesor univerziteta i akademik. Kao inženjerski kapetan učestvovao je u Balkanskim ratovima i Prvom svetskom ratu.

## Biografija
U Ivanjici je završio osnovnu školu. Prvih šest razreda gimnazije završio je u Užicu, a preostala dva u Beogradu. Tehnički fakultet građevinskog smera završio je u Beogradu 1892. godine. Po završetku fakulteta, a prema uobičajenoj praksi Ministarstva građevine Srbije, upućen je na dalje usavršavanje na Visoku tehničku školu - Charlottenburg u Berlinu koju je sa odličnim uspehom završio 1896. godine.

## Rad i stvaralaštvo
Po povratku u Beograd upućen je od istog Ministarstva na praktične radove u Rusiju gde se bavio projektovanjem i građenjem velikih železničkih pruga i objekata. Jedna od takvih bila je železnička pruga Tiflis-Kars na Kavkazu, gde je proveo oko dve godine. Januara 1899. vratio se u Srbiju. U Ministarstvu građevine radio je na projektovanju i izgradnji mostova i drugih građevinskih objekata. Za Rusiju je 1902. godine radio na izgradnji železničke pruge Aleksandropolj-Erevan-Džuljfa. Početkom 1906. postavljen je za vanrednog profesora Tehničkog fakulteta u Beogradu, a zatim na mesto načelnika Uprave za građenje železnica.
Ponovo odlazi na rad u Rusiju 1912. godine i iste godine se vraća da bi kao rezervni oficir učestvovao u Balkanskim ratovima
1912. i 1913. godine. Završetkom ovih ratova opet se našao u Rusiji na izgradnji železničke pruge na Kavkazu, ali već iduće 1914. godine dolazi u Srbiju zbog rata sa Austrougarskom gde učestvuje kao inženjeriski kapetan. Njegovo iskustvo građevisnkog stručnjaka bilo je veoma važno srpskoj vojsci u toku Prvog svetskog rata. Još jednom, 1916. godine, a po odobrenju Vrhovne komande srpske vojske odlazi u Rusiju na izgradnju železničke pruge na rusko-turskoj granici. Tu ga zatiče Oktobarska revolucija 1917. godine gde je bio sve do 1922. godine. Te godine se vratio u svoju zemlju, tada Jugoslaviju, gde dobija mesto na Tehničkom fakultetu kao šef katedre za železnice i puteve. Na ovoj katedri pružio je svoj najveći doprinos, posebno u oblasti metoda savremenog projektovanja i građenja železničkih pruga i puteva. Kao profesor je sa ove katedre izveo veliki broj poznatih stručnjaka veoma cenjenih i danas u zemlji i van nje. Na ovom poslu ostaje sve do izbijanje Dragog svetskog rata 1941. godine.
Bio je poslanik u VIII srezu Beograda i član Ustavotvorne skupštine. Januara 1946. imenovan je za ministra bez resora u Saveznoj vladi Jugoslavije. Aktivno je učestvovao u izradi studija i projekata za izgradnju važnih železničkih saobraćajnica: Brčko - Banovići, Šamac - Sarajevo, Sarajevo - Ploče i Beograd - Bar.

## Uticaj
Svojim ukupnim delovanjem i načinom mišljenja odlučujuće je uticao na sistem razvoja naših železnica između dva rata, pri čemu je sva svoja iskustva i naučna znanja stavio u službu svoje zemlje. Uticao je na formiranje lika građevinskog inženjera beogradskog Univerziteta prenoseći na svoje studente svoje iskustvo projektanta, graditelja i naučnika. Kirilo Savić se nije aktivno bavio politikom mada je pripadao zemljoradničkoj stranci i kao ugledan naučnik bio član glavnog odbora ove stranke. Shvatao je težak položaj seljaka i borio se da se popravi stanje ovog najšireg sloja naroda.
Doprinos Kirila Savića naučnom razvoju železnica i železničke tehnike je ogroman o čemu svedoče mnogobrojna naučna i društvena priznanja koja traju i danas među njegovim sledbenicima i delima koja je za sobom ostavio. 
- Srpska akademija nauka i umetnosti izabrala ga je 1948. za dopisnog člana.
- Tehnička velika škola u Beogradu promovisala ga je za počasnog doktora tehničkih nauka.
- Nekadašnji Železnički institut u Beogradu preimenovan je 1969. u Institut „Kirilo Savić“.
- Jedna ulica na Voždovcu od 1965. nosi njegovo ime.
- Jedna od osnovnih škola u Ivanjici nosi njegovo ime.[2]

### Odlikovanja
Odlikovan je 1915. godine ordenom Belog orla sa mačevima V reda, a 1938. Ordenom jugoslovenske krune III reda.
Umro je 27. aprila 1957. godine u Beogradu.

## Literatura
- Razvitak tehnike u 19. stoleću i njen uticaj na kulturu, Beograd 1901.
- Cilj i obim studiranja na tehničkom fakultetu, Beograd 1924.
- Saobraćajne prolike užičkog kraja, Beograd, Udruženje Užičana, 1925.
- Program železničke tehnike i tehnologije, Beograd
- Program ekonomije i zaštite, Beograd
- Komercijalizacija železnice, Beograd 1928.
- Građenje železnice, knj. 1:Tehnički uslovi za izradu projekta, Beograd 1934; knj. 2: Železnička politika i ekonomija, Beograd 1928; knj. 3: Izrada tehničkog projekta, Beograd 1947; knj. 4: Građenje železnica, Beograd 1948.
- Organizacija međunarodnog drumskog prevoza robe na osnovu uzastupnog prevoženja nacionalnih prevozilaca sa ili bez promene vučnih sredstava/ Sistem reljefnog prevoza, Beograd 1976. (Lj.DR., E. Pr.)
- Znamenite ličnosti Ivanjice
- Institut „Kirilo Savić“ Архивирано на веб-сајту  (28. јануар 2015)

## Spoljašnje veze
- Biografija na sajtu SANU